# Jabwat
Jabwat (negdje Jabwot, Jabat; marš. Jebat), otok u sastavu Maršalovih Otoka, dio lanca Ralik.

## Zemljopis
Nalazi se u središnjem dijeli lanca Ralik, 15 km sjeveroistočno od Ailinglaplapa.

## Stanovništvo
| broj stanovnika |       |       | 70    | 72    | 112   | 95    |
|                 | 1958. | 1967. | 1973. | 1980. | 1988. | 1999. |